# Paula Almerares
Paula Almerares (La Plata, Argentina; 25 de junio de 1970) es una soprano argentina de relevancia internacional.

## Biografía
Paula Almerares es hija de Héctor Almerares y Leonor Baldasari. Estudió con la reconocida soprano Myrtha Garbarini y con Janine Reiss en París, Francia. 
Debutó en 1991 en el Teatro Argentino de La Plata en la Ópera Romeo y Julieta de Gounod, donde luego interpretó a Musetta/Mimi de La bohème de Puccini. En 1993 tuvo lugar su gran debut en el Teatro Colón junto a Alfredo Kraus en Los cuentos de Hoffmann. En Europa debutó en 1995 en el Teatro La Fenice de Venecia con Orfeo ed Euridice y en el Festival de Galicia con La scala di seta. Intervino, además, en el Festival de Verano en el Teatro Griego de Epitauro, cantó la Novena sinfonía de Beethoven en el Teatro Colón bajo la batuta de Zubin Mehta. En el Metropolitan Opera de Nueva York con El barbero de Sevilla dirigido por Yves Abel y Bruno Campanella. Reinauguró el Teatro Avenida de Buenos Aires junto a Plácido Domingo. Cantó con la London Symphony Orchestra en Le martire de Saint Sebastien de Debussy, dirigida por Michael Tilson Thomas. 
Ininterrumpidamente continuó su carrera con las siguientes Óperas: Nina en la ópera Chérubin de Jules Massenet en el Teatro de Cagliari, Fiorilla en Il turco in Italia en la Ópera de Roma y Romeo y Julieta en el Teatro Argentino de la Plata. La Traviata; Los cuentos de Hoffman; Turandot (interpretando el personaje de Liu) en el Luna Park de Buenos Aires y en el Gran Auditorium de México D. F.; La gazza ladra, en el teatro Comunale de Boloña en Italia; Lucía de Lammermoor y la Sinfonía n.º 8 de Mahler en el Teatro Argentino de La Plata y Lucía de Lammermoor en Uruguay con gran éxito. Fue ovacionada por su trabajo en Giulio Cesare de Haendel en el Teatro Argentino, recibiendo las mejores críticas nacionales e internacionales, junto al maestro Facundo Agudin y también en Manon de Massenet en el Teatro Colón de Buenos Aires junto al gran maestro Philippe Auguin, con gran éxito y aceptación por parte el público y la crítica especializada luego de haber sido elegida para realizar la pre-apertura del Teatro Colón de Buenos Aires con la Novena sinfonía de Beethoven. Protagonizó Fausto de Gounod en el Teatro Argentino, Falstaff de Verdi en el Teatro Colón de Buenos Aires como cierre de temporada 2010, entre otros. 
Cantó con la Orquesta Sinfónica Nacional (Argentina) la Misa Tango de Bacalov y la Novena Sinfonía de Beethoven con el Mtro. Pedro Ignacio Calderón. Es asiduamente invitada por Claudio Scimone con quien realiza giras por toda Europa con obras de Mozart, Haendel, Albinoni, Mercadante, entre otros. Se ha presentado en los teatros Regio de Torino, San Carlo de Nápoles, Filarmónico de Verona, Ville de Marselle, Carlo Felice de Génova, Verdi de Trieste, Massimo de Palermo; Óperas de Washington y Pittsburgh, Ópera de Cagliari, Ópera de Roma. Ha sido dirigida, entre otros, por los maestros Julius Rudel, Lorin Maazel, Daniel Oren, Michael Tilson Thomas, Neville Marriner, Claudio Scimone, Romano Gandolfi, Giuliano Carella, Maurizio Arena, Nello Santi, Reinald Giovaninetti, Stanislaw Skrowaczewski, E. Villaume, Reinaldo Censabella, Mario Perusso, Enrique Ricci, Donato Renzetti, Pedro I. Calderón y Claudio Simón. Cantó las cuatro últimas canciones de Strauss con dirección del Mstro Isaac Karabatchevsky en el Teatro Municipal de Río de Janeiro y en el Auditorio de San Paulo. Interpretó a Desdémona en la Ópera Otello en el Teatro Municipal de Córdoba y en el Teatro Argentino de La Plata.
En 2015 fue protagonista en el Teatro Colón  de las Óperas Falstaff y L'elisir D'amore y brindó un Recital inédito junto a Karin Lechner que le valió el reconocimiento de los críticos especializados más reconocidos. interpretó la obra Estaba la Madre de Luis Bacalov en el Centro Cultural Néstor Kirchner. Participó en la Gala lírica 2015 del Teatro del Libertador de Córdoba, cantó junto a la Orquesta Escuela de Florencio Varela por el día internacional de los derechos del Niño y formó parte del elenco actoral - musical de la obra "Chopin y Schumann, el encuentro" Idea y realización de Rubén Darío Martínez en la Comedia de la Provincia de Buenos Aires. 
Comenzó el 2016 como invitada especial para la Gala del 130° Aniversario del Teatro Municipal Coliseo Podestá y en el Teatro Colón como Donna Anna en la Ópera Don Giovanni y luego participó de la Gala Lírica de la Fundación Teatro Colón en el Salón Dorado del Teatro Colón. Interpretó la 4.ª sinfonía de Gustav Mahler bajo la Dirección de Isaac Karabatchevsky en la Sala São Paulo en Brasil y fue especialmente invitada a la reapertura del Teatro Coliseo Podestá en un concierto por los festejos patrios del 25 de mayo. Realizó un recital en el Teatro el Sodre de Montevideo y cantó The four last Songs (Strauss) Junto a la Filarmónica del Teatro Colón en la Usina del Arte.
Concluyó 2016 con el Réquiem de Mozart en el Centro Cultural Kirchner y un concierto lírico en el anfiteatro Eva Perón en el Parque del Centenario con la Banda Sinfónica de la ciudad de Buenos Aires. En 2017 interpretó el papel principal en Suor Angelica y Pagliacci en el Teatro Círculo de Rosario en Argentina, participó en el Tercer Festival de Música Clásica en la Ciudad Cultural Konex en Buenos Aires con motivo del 190 aniversario de la muerte de Ludwig van Beethoven.
Participó en una serie de conciertos en diferentes partes de la ciudad de Buenos Aires, dirigida por Angel Mahler (ministro de cultura) con la Banda Sinfónica de la ciudad de Buenos Aires participó en la apertura del Anfiteatro de Villa Mercedes de San Luis, Argentina. A las grandes figuras de la música argentina ha sido descrita como representante de letras nacionales e internacionales por el presidente de Argentina de ese entonces, Mauricio Macri.
En el transcurso de 2018, Paula Almerares presentó la representación de Romeo y Julieta, Pagliacci (Nedda) y otras óperas en el Teatro Colon de Buenos Aires. A fines de ese mismo año interpretó Nedda en Pagliacci de Leoncavallo en el Anfiteatro de Rosario, con gran éxito entre el público, más de 5,000 personas, y comentarios entusiastas de la crítica.

## Repertorio
En su repertorio se encuentran Giulio Cesare (Häendel), Romeo y Julieta (Gounod), Fausto (Gounod), Manon (Massenet), Orfeo y Eurídice (Gluck), Giulietta e Romeo (Nicola Vaccai), L'elisir d'amore (Donizetti), Don Pasquale (Donizetti), Linda de Chamounix (Donizetti), Lucia di Lammermoor (Donizetti), La Rondine (Puccini), Capuleti e Montecchi (Bellini), I puritani (Bellini), La scala di seta (Rossini), La Gazza Ladra (Rossini), El barbero de Sevilla (Rossini), Tancredi (Rossini), Il Turco in Italia (Rossini), La flauta mágica (Mozart), Don Giovanni (Mozart), Falstaff (Verdi), La Traviata (Verdi), Luisa Miller (Verdi), 
Il Corsaro (Verdi), Otello (Verdi), La Boheme (Puccini), Gianni Schichi (Puccini), Carmen (Bizet), Benvenuto Cellini (Berlioz), Pagliacci (Ruggero Leoncavallo), Suor Angelica (Giacomo Puccini), entre otras.
Numerosas obras de cámara y sinfónico corales la tuvieron como protagonista: Le martyre de Saint Sébastien (Debussy), Misa n.º 5 (Schubert), Gloria (Poulenc), Un réquiem alemán (Brahms), Oratorio de Pascua (Bach), The Alexander's Festd (Häendel), Combattimento di Tancredi e Clorinda (Monteverdi), Stabat Mater (Rossini), Stabat Mater (Pergolesi), Lauda per la nativita del Signore y Maria Egipziaca (Respighi), Exsultate, jubilate (Mozart), Réquiem (Mozart), Valses de Amor (Brahms), Sinfonía n. 9 (Beethoven), Sinfonía n. 4 (Gustav Mahler), Sinfonía n. 8 (Gustav Mahler), Las Bachianas Brazileiras (Villa-Lobos) y The Four Last Songs (Richard Strauss).

## Premios y reconocimientos
- Diploma al Mérito de los Premios Konex como una de las 5 mejores cantantes femeninas de la década en Argentina.
- Traviata 2000 (Pittsburgh), Estados Unidos
- El Concejo Deliberante de La Plata la nombró Mujer destacada platense.
- Le fue otorgado por la Asociación de Críticos Argentinos el premio a mejor cantante nacional 2006.
- La Ciudad de La Plata fue distinguida como ciudadana ilustre por su destacada labor en dicha comunidad, el país y los diversos centros culturales del mundo que conocieron sus dotes como cantante.
- Mejor disco de música clásica en los Premios Carlos Gardel  por "Poema Fluvial" de (Jacobo Ficher), en el cual participó como solista junto a la Orquesta Sinfónica de Entre Ríos.
- Premio Instituto Baccarelli 2016.  Concierto: 4.ª sinfonía de Gustav Mahler bajo la Dirección del Mstro. Isaac Karabatchevsky en la Sala São Paulo en Brasil.

## Discografía de referencia
- Giulietta e Romeo (Nicola Vaccaj) Tiziano Severini
- Los veinticinco años del Cuarteto de Cuerdas Almerares editado por Revista Clásica de Buenos Aires.
- Orfeo & Euridice (Christoph Willibald Gluck)
- Piedade (João Guilherme Ripper)
- Poema fluvial (Gilardi, Ficher, Ginastera) "Mejor disco de música clásica 2014" Premios Gardel